# Sebastian Hertrich
Sebastian Hertrich (* 1. November 1985 in Halle (Saale)) ist ein deutscher Künstler mit Schwerpunkt Bildhauerei. Er lebt und arbeitet in Nürnberg.

## Biografie
Hertrich wuchs bei Greifswald auf und besuchte das Schloßgymnasium Gützkow. Angeregt durch den Bildhauer Heinrich Zenichowski begann er nach dem Abitur 2005 die Ausbildung zum Holzbildhauer an der Berufsfachschule für Holzbildhauerei in Oberammergau und besuchte die Klasse Wolfgang van Elst.
Im Anschluss seiner Ausbildung studierte Hertrich an der Bauhaus-Universität in Weimar Freie Kunst bei Liz Bachhuber mit dem Abschluss Diplom-Künstler.
Seit 2020 ist er als freischaffender Künstler in Nürnberg tätig.

## Werk
Hertrichs Werke zeichnen sich durch einen starken handwerklichen Charakter aus. Statt ursprünglicher bildhauerischer Materialien wie Holz und Stein verwendet er zeitgenössische Werkstoffe wie Acrylglas und Computerplatinen.

„Im Zeitalter der digitalen Durchdringung sämtlicher Lebensbereiche erscheint die Frage
nach der Position des Menschen von zunehmender Relevanz.
Es ist diese Frage, die im Zentrum des künstlerischen Schaffens von Sebastian Hertrich
steht und die sich vor allem in der Materialität seiner Arbeiten und im Werkprozess
entfaltet.
Neben Leiterplatten, die als Träger elektronischer Bauteile heutzutage in allen möglichen
Geräten eingesetzt werden, bildet Acrylglas den zweiten markanten Werkstoff, auf den der
Künstler als Arbeitsmaterial zurückgreift. Als zeitgenössische Produkte verkörpern sie den
Charakter einer künstlichen und digitalisierten Welt, die Hertrich in verschiedensten Bild- und
Themengebieten zum Ausdruck bringt.
Der Aspekt der Arbeit gelangt dabei zu doppelter Bedeutsamkeit. So zeigt er sich zum
einen motivisch, als Hommage an Insignien des tätigen Menschen, wie Faustkeile und
Hämmer. Zum anderen durch den intensiven Produktionsprozess, der als aufreibender
Dialog prägende Spuren im Werk und am Künstler selbst hinterlässt.“

## Gruppenausstellungen

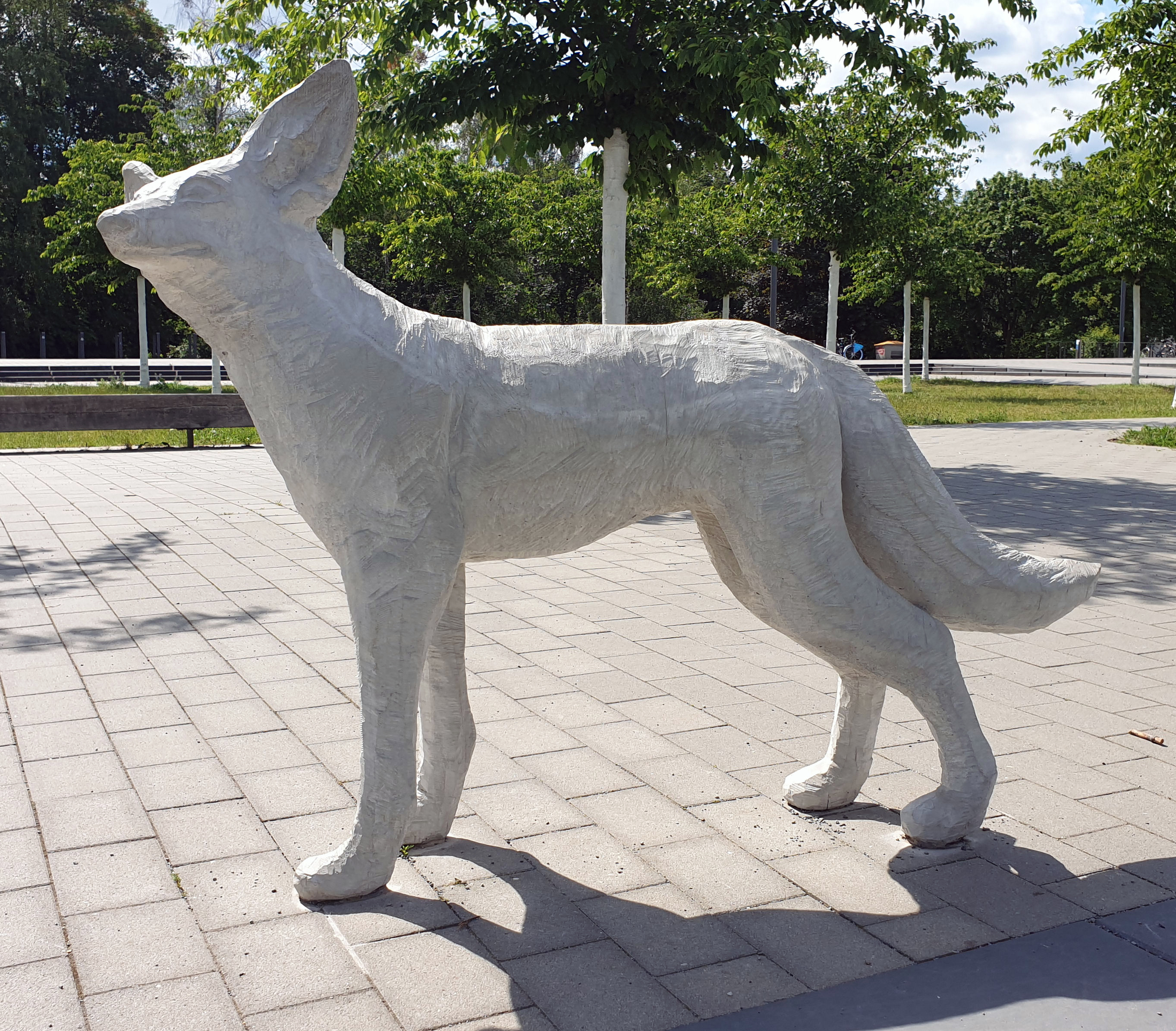
Skulptur in Berlin-Dahlem

- 2019 „Waste and Void“ Herz Jesu Kirche Erlangen[1]
- 2018 „NN Kunstpreis“ KunstKulturQuartier Nürnberg
- 2017 „Altenburger Trialog“ Lindenau-Museum Altenburg[2]
- 2017 „RE-FORMATION“ Perla Castrum Schwarzenberg
- 2017 „Gegenstück“ Museum am Dom Würzburg
- 2017 „natural.digital“ Klinik am Europakanal Erlangen
- 2017 „Jesus Reloaded“ Kunsthaus Avantgarde Apolda[3]
- 2017 „Made in Oberammergau“ Pavillon Oberammergau
- 2016 „Urban Touch“ Kulturzentrum Faust Hannover
- 2016 „Fundamental“ Mediations Biennale Poznań
- 2016 „Kunstbedarf“ Baumwollspinnerei Leipzig
- 2016 „Ostrale Error:X“ Dresden[4]
- 2016 „Preisträger Stiftung Jung“ Bauhaus Museum Weimar
- 2016 „Scope“ Art Basel

## Einzelausstellungen
- 2019 Evangelische Akademie Tutzing
- 2018 St. Nikola Passau
- 2017 Haus der Kathedrale Dresden
- 2017 Kloster Weltenburg
- 2017 H2 Kunstgalerie Erlangen

## Sammlungen
- Neues Bauhaus Museum / Klassik Stiftung Weimar
- Museum am Dom Würzburg
- Museum Oberammergau
- Kloster Weltenburg
- Skulpturenpark „Weißer Hirsch“ Dresden[5]

## Veröffentlichungen
- 2019 Waste and Void, Katalog. ISBN 978-3-944897-18-9.
- 2017 Altenburger Trialog. Ein Gastspiel junger Kunst, Lindenau-Museum, Katalog
- 2017 art-figura, RE-FORMATION'17, Katalog
- 2016 OSTRALE'16 error: x - OSTRALE Ausgabe 10, Katalog
- 2014 Macht!Kunst! Wert der Kreativität, Katalog (ISBN 978-3-86068-441-2)

## Preise
- 2020 Phönix Kunstpreis[6]
- 2018 NN 2. Kunstpreis der Nürnberger Nachrichten
- 2017 Publikumspreis Art-Figura
- 2014 Stiftung Jung Weimar[7]